# Dijken in Amsterdam
In en om de waterstad Amsterdam bevinden zich van oudsher vele dijken. Langs de Oudezijde van de Amstel: de Warmoesstraat en Nes, langs de Nieuwezijde van de Amstel: de Nieuwendijk en Kalverstraat en voorts de Amsteldijk.
Langs de zuidelijke oever van het IJ werd in de 13e eeuw ten westen van de Amstel een dijk aangelegd in het verlengde van de Nieuwendijk: de Haarlemmerstraat, Haarlemmerdijk en Spaarndammerdijk.
Aan de oostkant van de Amstel vinden we de Zeedijk, Sint Antoniesdijk, Hoogte Kadijk, Zeeburgerdijk en Diemerzeedijk.
Aan de noordkant van het IJ zijn er de Noorder IJdijk en de Waterlandse Zeedijk.
Ook de diverse droogmakerijen hebben hun Ringdijken, zoals de Watergraafsmeer.

## Lijst van dijken en dijkdorpen in degemeente Amsterdam
- Amsteldijk
- Buiksloot
- Diemerzeedijk
- Durgerdam
- Haarlemmerdijk
- Haarlemmerstraat
- Hoogte Kadijk

- Kalverstraat
- Nes
- Nieuwendam
- Nieuwendijk
- Noorder IJdijk
- Ouderkerkerdijk
- Ringdijk

- Schellingwoude
- Sint Antoniesdijk
- Spaarndammerdijk
- Warmoesstraat
- Waterlandse Zeedijk
- Zeeburgerdijk
- Zeedijk